# عضلة ريشة
عضلة الريشة أو العضلة الريشية (بالإنجليزية: Pennate muscle)‏ هي عضلة تحتوي بحزمة عضلية بربط منحرف (في وضعية مائلة) إلى وترها. هذا النوع من العضلات عموماً يسمح بإنتاج قوة أكبر ولكن بنطاق محدود من الحركة عندما تنقبض العضلة وتقصر، الزاوية الريشية تزداد.